# Birtokos személyjel
A birtokos személyjel (korábbi nevén: birtokos személyrag) toldalék, a birtokviszony elsődleges kifejezőeszköze a magyar nyelvben. Sajátos vonása sok más nyelv birtokos szerkezetéhez képest, hogy nem a birtokoson, hanem a birtokon van jelölve, például Péter háza. Korábban ragnak tekintették, de azon az alapon, hogy egyéb ragok járulhatnak hozzá (pl. székükhöz), az utóbbi évtizedekben már a jelek közé sorolják.

## A birtokos személyjelek áttekintése
Hangalakja a magánhangzó-harmónia és a tőhangzó függvényében változik, így többes szám második személyben összesen hétféle alakja van:
| Birtokos száma, személye | Birtokos száma, személye | Egyes számú birtok                         | Egyes számú birtok                         | Egyes számú birtok                           | Egyes számú birtok                           | Többes számú birtok | Többes számú birtok | Többes számú birtok | Többes számú birtok |
| Birtokos száma, személye | Birtokos száma, személye | Magánhangzós tőnél (pl. hajó, cipő, kocsi) | Magánhangzós tőnél (pl. hajó, cipő, kocsi) | Mássalhangzós tőnél (pl. kor, ház, kör, kéz) | Mássalhangzós tőnél (pl. kor, ház, kör, kéz) | Magánhangzós tőnél  | Magánhangzós tőnél  | Mássalhangzós tőnél | Mássalhangzós tőnél |
| Birtokos száma, személye | Birtokos száma, személye | Mély hgr.                                  | Magas hgr.                                 | Mély hgr.                                    | Magas hgr.                                   | Mély hgr.           | Magas hgr.          | Mély hgr.           | Magas hgr.          |
| ------------------------ | ------------------------ | ------------------------------------------ | ------------------------------------------ | -------------------------------------------- | -------------------------------------------- | ------------------- | ------------------- | ------------------- | ------------------- |
| Egyes szám               | 1.                       | ‑m                                         | ‑m                                         | ‑om, ‑am                                     | ‑öm, ‑em                                     | ‑(ja)im             | ‑(je)im             | ‑(j)aim             | ‑(j)eim             |
| Egyes szám               | 2.                       | ‑d                                         | ‑d                                         | ‑od, ‑ad                                     | ‑öd, ‑ed                                     | ‑(ja)id             | ‑(je)id             | ‑(j)aid             | ‑(j)eid             |
| Egyes szám               | 3.                       | ‑ja                                        | ‑je                                        | ‑(j)a                                        | ‑(j)e                                        | ‑(ja)i              | ‑(je)i              | ‑(j)ai              | ‑(j)ei              |
| Többes szám              | 1.                       | ‑nk                                        | ‑nk                                        | ‑unk                                         | ‑ünk                                         | ‑(ja)ink            | ‑(je)ink            | ‑(j)aink            | ‑(j)eink            |
| Többes szám              | 2.                       | ‑tok                                       | ‑tek, ‑tök                                 | ‑otok, ‑atok                                 | ‑ötök, ‑etek                                 | ‑(ja)itok           | ‑(je)itek           | ‑(j)aitok           | ‑(j)eitek           |
| Többes szám              | 3.                       | ‑juk                                       | ‑jük                                       | ‑(j)uk                                       | ‑(j)ük                                       | ‑(ja)ik             | ‑(je)ik             | ‑(j)aik             | ‑(j)eik             |

Többes számú birtok esetén a szokásos k jel helyett annak i variánsa jelenik meg (székek vö. székeim).
Magánhangzós tőnél a többes számú alakok ja/je eleme az i-re végződő szavaknál fordul elő, például kocsijai, biciklijei, szemben a többi magánhangzó-végződéssel: almái, körtéi, hajói, cipői, kapui, betűi.

## Harmadik személyű alakjainak váltakozása
Egyes és többes szám 3. személyű alakja (‑a/‑e/‑ja/‑je, ill. ‑uk/‑ük/‑juk/‑jük) a magyar alaktan talán legkevésbé megjósolható, legnehezebben leírható eleme: a j megjelenése vagy elmaradása csak a végződések szűk körénél foglalható rendszerbe:
- a sziszegő (c, cs, dzs, sz, z, s, zs) és a lágy (j, ny, ty, gy) végződések, valamint a h mindig j nélkül áll,
- a magánhangzós és a ch, f végűek pedig mindig j-vel, (kivéve dölyfe).

A többi végződésnél inkább tendenciák vannak, mint szabályok: a v, l, r, m, g, k esetén valamivel gyakoribb a j nélküli alak, b, d esetén a j-s elterjedtebb, n, p, t esetén pedig nagyjából egyenlő az arány.
Az utóbbi típusú végződéseknél számos egyéb tényező is közrejátszik:
- több mássalhangzóra végződik-e a szó (pl. ablaka, lyuka, de parkja, bankja, ugyanakkor szakja, konyakja és egyszersmind könyve, térde),
- van-e hosszú magánhangzó, főleg á a végződés előtt (pl. nyelvtana, de délutánja, ugyanakkor viszont száma, tanára)
- újabb idegen szó-e (pl. otthona, de telefonja; folyama, de programja; talpa, de skalpja),
- milyen hangrendű (pl. éve, de sávja; éneke, de csónakja; ide sorolva a rendhagyóan mély hangrendűeket is: színe, de kínja),
- mély hangrendű nyitótő-e (kötőhangjuk a ragok előtt o helyett a): nem ilyen például párja, papja, de ilyen például hala, lába, vára, szárnya, hossza, ugyanakkor nyitótő volta ellenére j-t kap például gátja, nádja, holdja, vadja,
- összetétel-e, és ha igen, mely szó előzi meg (pl. szappana/szappanja, de jellemzően csak mandulaszappana[1])

Ezek azonban még mindig nem minden esetben teszik lehetővé a rag típusának meghatározását, például országa, de nadrágja; vára, de lekvárja; háta, de barátja; foka, de homokja. Sok esetben mindkét változat lehetséges, sőt az anyanyelvi beszélők ítélete is nemritkán ingadozik, még egyetlen személy is más-más formát választhat két különböző alkalommal. Általánosságban elmondható, hogy a nyelvhasználat egy ideig a j beillesztése felé tendált (például szócikkje, sőt állatja, dalja is előfordult), az utóbbi években azonban hirtelen megfordult ez a tendencia, és rohamosan terjed az egyre fülsértőbb alakok használata, mint peche, műtéte, blöffe, karriere.
Mindezekből következik, hogy a birtokos személyjeles alak a főnév szótári alakjához tartozik, a magyarul tanulóknak – a fenti szabályosságok kivételével – egyenként kell megtanulni őket (akárcsak a németül tanulóknak a főnevek nemét).

### Többes számú birtokos
A többes számú birtokosnál ugyanakkor jelenik meg vagy marad el a j, mint az egyes számúnál (asztala, asztaluk, l. a fenti táblázatot). Ha azonban ki van téve a többes számú főnévi birtokos, utána a birtokos személyjel egyes száma áll: írók boltja (nem „írók boltjuk”). Névmási birtok esetén a jel szabályos ugyan, maga a névmás viszont egyes számra vált: az ő boltjuk (nem „az ők boltjuk”).

### Többes számú birtok
A többes számú birtokra utaló alak j-s vagy a nélküli jellege sok esetben megegyezik az egyes számú esettel (pl. kabátja, kabátjai), az egyes számú alak j-je azonban nemritkán eltűnik a többes számból, például barátja, de barátai (itt is jelentős az ingadozás).

## Jelentés-elkülönülés a birtokos személyjeles alakokkal
Bizonyos homonim alakokat csak a birtokos személyjelük szerint lehet megkülönböztetni, például kara (énekkara, ill. fakultása), de karja (felső végtagja); ára (pénzértéke), de árja (hulláma), széle (szegélye), de szele (fuvallata), nyárja (nyárfája), de nyara (forró évszaka).
Más esetekben a j-s változat sajátos jelentésre tett szert, a tényleges birtoklást (tulajdoni viszonyt) jelölve, szemben a valakihez tartozás egyéb módjaival, így a j hang e pároknál álmorfémának is tekinthető (mert saját jelentésmozzanatot hordoz) – ez adja például a nyelvi humort Nádasdy Ádám egyik tárcájának címében: A zöldséges gusztusos tökje, ahol a j nélküli alak mást jelentene.

## Homonimák a birtokos személyjeles alakokkal
A birtokos személyjeles alakok sok esetben hoznak létre grammatikai homonimákat tőszavakkal vagy többes számú alakjaikkal:
- E/1.: szám, hullám, állam, áram, perem, karom
- E/2.: erőd
- E/3.: kacsa, váza; hangzóvesztő tövűeknél: alma, érme, halma, karizma, karma (vö. alom, érem, halom, karizom, karom)
- T/1.: fánk
- T/2.: apátok, falatok, szemetek, sütőtök
- T/3.: áruk

A további ragok kötőhangja azonban egyes típusoknál eligazít róla, hogy a szó melyik értelméről van szó, például számot vs. számat, ill. sütőtököt vs. sütőtöket, mivel bizonyos kötőhangok (o, ö) csak abszolút tő után állhatnak.
Néhány példa a próbaképpen megalkotható típusokra:

## Birtoklás

### Birtokragok
A magyar nyelv a névmások birtokát a főnévhez illesztett toldalékokkal fejezi ki. Az egyes számú névszók a következőképpen ragozódnak:
|                                              | Egyes szám                                 | Többes szám                                                                              |
| -------------------------------------------- | ------------------------------------------ | ---------------------------------------------------------------------------------------- |
| Első személy                                 | -om/(-am)/-em/-öm/-m az (én) lakásom       | -unk/-ünk/-nk a (mi) lakásunk                                                            |
| Második személy (tegező)                     | -od/(-ad)/-ed/-öd/-d a (te) lakásod        | -otok/(-atok)/-etek/-ötök/-tok/-tek/-tök a (ti) lakásotok                                |
| Harmadik személy és második személy (önözés) | -a/-e/-ja/-je a(z ő) lakása a(z ön) lakása | -uk/-ük/-juk/-jük a(z ő) lakásuk a lakásuk / az önök lakása (!) your (fml, pl) flat/apt. |

Többes számú névszókkal:
|                                              | Egyes szám                                | Többes szám                                                    |
| -------------------------------------------- | ----------------------------------------- | -------------------------------------------------------------- |
| Első személy                                 | -aim/-eim/-im az (én) lakásaim            | -aink/-eink/-ink a (mi) lakásaink                              |
| Második személy (tegező)                     | -aid/-eid/-id a (te) lakásaid             | -aitok/-eitek/-itok/-itek a (ti) lakásaitok                    |
| Harmadik személy és második személy (önözés) | -ai/-ei/-i a(z ő) lakásai a(z ön) lakásai | -aik/-eik/-ik a(z ő) lakásaik a lakásaik / az önök lakásai (!) |

A többes szám harmadik személyében a lakása, lakásai típus használatos, kivéve, ha nem áll előtte névmás, vagy csak az ő; például a szülők lakása Más szóval, a többes szám jele ilyenkor elmarad.
Rendszerint határozott névelővel áll, de ez hiányozhat az irodalmi stílusban, vagy a költői nyelvben. A társalgási nyelvben mellőzhető a mondat elején.
A birtokos személyes névmás hozzáadásával hangsúlyozható. Példa:
az én lakásom. Ekkor mindig megjelenik a határozott névelő. Harmadik személyben a többes szám helyett is az egyes számú személyes névmás áll. Példa: az ő lakásuk (nem az ők lakásuk).

#### Szavak-j-vel
Egyes mássalhangzóra végződő tövek mindig -j jelet kapnak, ha a birtokos egyes szám harmadik személyű. Például: kalap: kalap'ja. Akkor is megjelenik a -j jel, ha a birtokos többes szám harmadik személyű: kalapjuk. Ugyanezek a tövek többes számban is megkapják a -j jelet: kalapjaim, kalapjaid, kalapjai, …
A két leggyakoribb típus a következő:
| Type             | az ő xxx-e | az ő xxx-ük | his/her xxx's | Other examples                               |
| ---------------- | ---------- | ----------- | ------------- | -------------------------------------------- |
| -j nélkül        | lakása     | lakásuk     | lakásai       | (szavak c cs dzs sz z s zs j ny ty gy h-val) |
| -j nélkül        | ×          | ×           | ×             | (szavak c cs dzs sz z s zs j ny ty gy h-val) |
| többnyire -j-vel | ×          | kalapuk     | ×             | hang, papír, program                         |
| többnyire -j-vel | kalapja    | kalapjuk    | kalapjai      | hang, papír, program                         |

A harmadik oszlop (lakásai) a többi személyt is reprezentálja, mert hasonlóan ragozódnak: lakásaim, lakásaid, lakásai, lakásaink, lakásaitok, lakásaik.
Példák más típusokra:
| (a) | szappana   | szappanuk   | szappanai   |      |
| (a) | ?szappanja | ?szappanjuk | ?szappanjai |      |
| (b) | lexikona   | lexikonuk   | lexikonai   | krém |
| (b) | lexikonja  | lexikonjuk  | lexikonjai  | krém |
| (c) | ×          | paduk       | padai       |      |
| (c) | padja      | padjuk      | padjai      |      |
| (d) | ×          | ?kabátuk    | kabátai     |      |
| (d) | kabátja    | kabátjuk    | kabátjai    |      |
| (e) | ×          | ×           | barátai     |      |
| (e) | barátja    | barátjuk    | × (!)       |      |
| (f) | ×          | ?boltuk     | ×           | fájl |
| (f) | boltja     | boltjuk     | boltjai     | fájl |

Ahogy láttuk, itt nagyobb a változatosság, de általában a -j jeles változat a biztosabban használható. Többnyire a -j nélküli a régibb. Egy ritka típusú kivétel a barát, ahol is a többes számban a -j jel nem korrekt.

#### Szóvégződések és ragozási típusok
Bizonyos végződésekkel (c, cs, dzs, sz, z, s, zs, j, ny, ty, gy, h, azaz affrikáták, spiránsok, palatális hangok és a h) csak a -j nélküli változat helyes mind egyes, mind többes számban, ahogy a fenti táblázatok mutatják. Másrészt vannak szavak, amik csak -j-vel állhatnak. Ebbe az előbbinél jóval kisebb csoportba csak az f-re és a ch-ra végződő szavak állhatnak.
A többi végződés számára nincsenek nyilvánvaló szabályok; ezeket a magyarul tanulóknak egyesével kell megtanulniuk, illetve kiolvasniuk az egyes szavak szótári alakjából. Főszabály szerint a hosszú magánhangzóra, vagy két mássalhangzóra végződő szavak gyakran kapnak -j jelet, ahogy a nemzetközi szavak is. Példa: programja, oxigénje, fesztiválja. A magánhangzóvesztő és a magánhangzó-rövidítő tövek mindig -j nélkül állnak, ahogy a legtöbb -a kötőhangot használó szavak is. Példa: házat, házak, háza
A legtöbb v, l, r, m, g, k végű szó -j nélkül áll, de ez nem mondható általános érvényűnek. Példa: gyereke, asztala; hangja, diákja; de könyve, száma
Az n, p, t végű szavakra hasonló szabályok teljesülnek, de itt még nagyobb a változatosság. Az -at/-et végűek azonban -j nélkül állnak.
A legtöbb b, d végű szóhoz a -j jel járul. Példa: darabja, családja de: lába, térde.

#### Birtokos személyjel és azonos alakúság
Néhány szó ugyanúgy végződik, mint egy birtokos személyjeles szó.
Példák:
| Homonim szó | Jelentése a birtokos személyjel nélkül | Jelentése a birtokos személyjel nélkül    | Jelentése birtokos személyjellel | Jelentése birtokos személyjellel | Jelentése birtokos személyjellel | Jelentése birtokos személyjellel |
| Homonim szó | Szóelemzés                             | Jelentés                                  | Szóelemzés                       | Jelentés                         | Személy                          | Szám                             |
| ----------- | -------------------------------------- | ----------------------------------------- | -------------------------------- | -------------------------------- | -------------------------------- | -------------------------------- |
| szám        | (szótő)                                | "számjegy" (matematika)                   | száj + ‑m                        | "az én szám"                     | első                             | egyes                            |
| hullám      | (szótő)                                | "hullám a vízen" (fn)                     | hulla + ‑m                       | "az én holttestem"               | első                             | egyes                            |
| állam       | (szótő)                                | "állami, állammal kapcsolatos" (politika) | áll + ‑am                        | "az én állam"                    | első                             | egyes                            |
| áram        | (szótő)                                | "elektromos áramlás"                      | ár + ‑am                         | "az ár, amit értem kell fizetni" | első                             | egyes                            |
| perem       | (szótő)                                | "káva"                                    | per + ‑em                        | "a per, amiben érintett vagyok"  | első                             | egyes                            |
| karom       | (szótő)                                | "macskafélék, madarak karma"              | kar + ‑om                        | "az egyik a karjaim közül"       | első                             | egyes                            |
| erőd        | (szótő)                                | "vár, erődítmény"                         | erő + ‑d                         | "az erősséged"                   | második                          | egyes                            |
| kacsa       | (szótő)                                | "madár, réce"                             | kacs + ‑a                        | "az indája"                      | harmadik                         | egyes                            |
| váza        | (szótő)                                | "edény"                                   | váz + ‑a                         | "a szerkezete"                   | harmadik                         | egyes                            |
| fánk        | (szótő)                                | "olajban sült kelt tészta"                | fa + ‑nk                         | "a fa, ami a miénk"              | első                             | többes                           |
| apátok      | apát + ‑ok többes                      | "rendfőnökök"                             | apa + ‑tok                       | "az apa, aki a tiétek"           | második                          | többes                           |
| falatok     | falat + ‑ok többes                     | "harapások az ételből"                    | fal + ‑atok                      | "a fal, ami a tiétek"            | második                          | többes                           |
| szemetek    | szemét + ‑ek többes                    | "szeméttároló zsák"                       | szem + ‑etek                     | "a szemek, amelyek a tiétek"     | második                          | többes                           |
| sütőtök     | (szótő)                                | "sütni való tök"                          | sütő + ‑tök                      | "a sütő, ami a tiétek"           | második                          | többes                           |
| áruk        | áru + ‑k többes                        | "portéka"                                 | ár + ‑uk                         | "az ő vételáruk"                 | harmadik                         | többes                           |

Megjegyzések:
- A szemét → szemet(ek) átalakuláshoz ld. az a szótő, amelyből a függő alakot képezik.
- Az apa → apá(tok), hulla → hullá(m) átalakuláshoz ld függő alak szótöve.
- A szótő és a birtokos személyjelt összekötő hangok esetén (mint pl. fánk and sütőtök here), ld. tárgyeset ragozása.

Azonos alakuság akkor is előfordulthat, ha két különböző jelentésű szó közül az egyik magánhangzóra, a másik mássalhangzóra végződik. Erre példa: falunk → falu + ‑nk (" birtokunkban lévő falu") és fal + ‑unk ("a birtokunkban lévő fal").
Azonos alakúság előfordulthat még abban az esetben is, amikor egyes szavak ragozás során elhagynak, elvesztenek egy magánhangzót (mint pl. dolog/dolg-). példák:
| Magánhangzót vesztő tőváltozat               | Magánhangzót vesztő tőváltozat   | Szokásos tőváltozat                     | Szokásos tőváltozat                  |
| Alanyeset                                    | Alanyeset birtokos személyjellel | Alanyeset                               | Alanyeset birtokos személyjellel     |
| -------------------------------------------- | -------------------------------- | --------------------------------------- | ------------------------------------ |
| alom (almozás)                               | alma (az ő alomja)               | alma (az almafélékhez tartozó gyümölcs) | almája (az alma, ami az övé)         |
| érem (kitüntetés, emlékjel)                  | érme (az ő kitüntetése)          | érme (pénzdarab)                        | érméje (az ő pénzdarabja)            |
| halom (rakás, halmaz)                        | halma (az ő rakása)              | halma (társasjáték)                     | halmája (az ő társasjátéka)          |
| karizom (a felső v. alsókar izma)            | karizma (az ő karjának izmai)    | karizma (személyes vonzerő)             | karizmája (az ő személyes vonzereje) |
| karom (macska v. madár karma, v. rák ollója) | karma (a lábán lévő karom)       | karma (sors a buddhista vallásban)      | karmája (az ő személyes sorsa)       |

Megjegyzések:
- A hal birtokos formája egyes szám egyes személyben nem halom, hanem halam

Példamondatok
A kiskutya bepiszkította az almát. (vagy a gyümölcsre, vagy az alomként odakészített ruhákra, szalmára piszkított.)
Bedobta az érmét a folyóba. (vagy a pénzdarabot, vagy a kitüntetést dobta a folyóba.)
A macskának fontos a karma. (vagy a sorsa, vagy pedig a vadászatban szerepet játszó karom fontos a számára.)
Azonos alakúak lehetnek bizonyos, birtokos személyjellel rendelkező szavak és teljesen más jelentésű igék, például: hasad → "a te pocakod" vagy → "elszakad, tépődik", árad → "az ár, amit érted kell fizetni" vagy → "kiönt a folyó", fogad → "a te fogaid" vagy → "átvesz, befogad".
<--

### Birtokos szerkezet két főnévvel
A birtokos szerkezetet két főnévvel kétféleképpen lehet kialakítani:
1. A birtokos ragtalan marad, pl. "István lakása"
2. A birtokos részes esetbe kerül a "-nak/-nek" használatával, míg a birtokot "a"/"az" névelő vezeti be, pl. "Istvánnak a lakása"

A leggyakrabban az első alakot használjuk, a második alakra abban az esetben kerül sor, amikor a birtokos viszonyt ki kell hangsúlyozni, meg kell erősíteni. Emellett lehetőséget ad, hogy a birtokossal együtt értelmes mondatot képezzünk, mint pl. "Ennek a lakásnak sehogy se találom a kulcsát". A "sehogy se találom" mondatrész ebben az esetben beékelődik a birtokos ("lakásnak") és a birtok ("a kulcsa") közé, de akár lehetnek így is mondani: "Ennek a lakásnak a kulcsát sehogy sem találom."
Amennyiben a birtokos többes szám harmadik személyű főnév (pl. "szülők"), akkor a birtok egyes szám harmadik személybe kerül, pl. "a szülők lakása" (és nem "a szülők lakásuk"). Ha azonban a birtokost személyes névmással fejezzük ki, akkor a birtok többes számba kerül, de a személyes névmás egyes számra vált: "az ő lakásuk" (és nem "az ők lakásuk").